# Tranum
Tranum er en landsby i Han Herred med 451 indbyggere  (2025) og er beliggende i Jammerbugt Kommune under Region Nordjylland. Tranum har lagt navn til omgivende Tranum Sogn, med tilhørende kirke Tranum Kirke. Tranum ligger omkring seks kilometer nord for Brovst, og omkring fire kilometer syd for Tranum Strand, der er beliggende mellem Slettestrand og Rødhus.
Nær byen findes Brovst asylcenter.

## Historie
Tranum nævnes første gang i 1471 som Trannum, der kommer af fuglebetegnelsen trane og -um, som betyder hjem. Tranum Kirke er opført omkring år 1200, mens tårnet først er opført i 1763.
Den tidligste bosættelse spores til området omkring Klithuse i Sandmosen og fund af enkelte små bebyggelser i Koldmosen. Det er tydeligt at det vigtigste erhverv længe har været tørvegravning, på trods af Store Vildmoses nære beliggenhed og store produktion, bidrog til udviklingen.
En skrivelse fra 1610 fra Christian 4. bestemmer at al grundskyld skal slettes, og dermed begynder der i 1630'erne at bosætte sig en del mænd, som begyndte gøre sit for at udnytte den magre sandjord. Men den altødelæggende sandflugt tog dog hurtigt sine ofre, og udvandringen begyndte hastigt igen.
Med Danske Lov fra 1683 blev høstning eller anden beskadigelse af klitvegetation forbudt. Overtrædelsen "straffis som een Tyv uden al Naade, og dertil være pligtig til at oprette al den Skade, som deraf kommer." Det blev dog først effektivt bekæmpet da Statsskovvæsenet i slutningen af 1800-tallet, begyndte at tilplante store arealer mellem Tranum og Rødhus.
På samme tid begyndte der at opstå forskellige foreninger og forretninger nær Tranum Kirke. Bland andet bliver forsamlingshuset opført i 1897, missionshuset i 1898, andelsmejeriet Tranhøj, bageri og brugs. Sparekassen for Lerup-Tranum Sogne oprettes den 9. april 1874, der først i 1967 bliver overtaget af Han Herreders Sparekasse. I 1897 stiftes Tranum Gymnastikforening.
Den voksende befolkning i Tranum var dog stadig plaget af sandflugten, og stiftede derfor den 14. juni 1902 aktieselskabet Tranum Plantage, og borgerne fik tilplantet omkring 300 hektar. I 1920 anlægger staten Tranum Klitplantage i tilknytning til plantagerne mellem Tranum og Rødhus. Denne var i en lang perioden egnens største arbejdsplads med over 250 mand beskæftiget i plantagen.

## Natur omkring Tranum
- Tranum Aktieplantage ligger lige nord for byen,
- Langdal Plantage mod nordvest og
- lidt uden for byen mod vest - på vejen til Hjortdal - ligger den store Fosdal Plantage på begge sider af Hjortdalvej med bl.a.
- Fosdalen og Nøddedalen, som en del af mod nord Lien, og
- Rødland Hede på den anden side af vejen mod syd.
- Lige nedenfor Tranum mod nord, Under Lien, mod havet ligger den store Nationalpark Tranum Klitplantage.

Og så er der naturligvis også Tranum Strand, der ligger ca. 5 km. nord for byen. Stranden er en udpræget sandstrand, og den afskærmes af klitter med marehalm. Der er mulighed for overnatning og spise på restaurant ved stranden.  

## Infrastruktur

### Trafik
Kollektiv trafik
Tranum har 3 faste busforbindelser, der dog kun kører på skoledage. Rute 615 kører mellem Tranum og Brovst Busterminal, hvor der forbindelser videre mod Aalborg og Thisted. Rute 625 kører mellem Skovsgård Skole og Tranum Skole. Rute 270 (Saltum/Pandrup/Kaas/Tranum/Hjortdal/Fjerritslev) standser i Tranum vestgående om morgenen, og østgående om eftermiddagen. Som supplement tilbyder Nordjyllands Trafikselskab flextur, hvor billetprisen er rimeligere end normal taxa.

### Digital kommunikation
Tranum Landsbyråd etablerede i 2011 projektet Digitale Tranum, med målsætning at gøre Tranum til et endnu mere attraktivt sted at bo og flytte. Bredbånd Nord og Aalborg Universitet indgik i styregruppen.
I et samarbejde mellem Bredbånd Nord og Tranum Landsbyråd fik Tranum en væsentlig forbedret IT-infrastruktur, ved udlæg af fibernet i hele byen.
Tranum var i 2011 det eneste sted i Danmark, hvor der tilbydes 1 Gigabit/s til alle husstande. Projektet markedsføres som Europas hurtigste landsby?. Tranum overstiger EU-Kommissionens nyligt fremlagte krav for internet hastighed i 2020.
Pr. 1. marts 2013 var 70 % af husstandene i Tranum tilkoblet fibernettet, og har en forbindelse mellem 200 Mb/s og 1 Gb/s.
I 2013 blev hovedarkitekten bag aftalen med Bredbånd Nord, Per Lorenzen, hædret med titlen: Årets Digitale Ildsjæl 2013
I 2017 overgår Internettet i Tranum til Stofa.
Fjernarbejderhus
Tranum Landsbyråd tog initiativ til at etablere et Fjernarbejderhus i 2012. EU penge blev ansøgt gennem Regionen og Jammerbugt Kommune, men først i 2014 kunne borgmester i Jammerbugt Kommune, Mogens Gade, åbne det officielt. Her kan borgerne og turister i Tranum få mulighed for at fjernarbejde. Målgruppen er primært borgere som vil arbejde nær familien, men ikke ønsker at arbejde hjemmefra. Desuden skabes der forhold til iværksættere, som får adgang til it-udstyr og mødelokaler.

### Forsyning og bortskaffelse
Vand
Langdal Vandværk drives af det kommunale selskab Jammerbugt Forsyning, og forsyner hovedsageligt de nordlige sommerhusområder ved Tranum Aktieplantage. Værket forsyner 820 husstande, der ud over også forsyner sommerhusområdet Krogen og bebyggelserne ved Tranum Strand. Vandværket har navn efter Langdal Plantage, hvor det også ligger.
Tranum Vandværk forsyner det meste af byen, og drives som et privat alment vandværk. Vandværket ligger centralt i byen.
Begge værker levere grundvand. Langdal Vandværks vand er middelhårdt (8,7 °dH) og Tranum Vandværks vand er også middelhårdt (10 °dH).
Varme
Næsten alle hustandene i byen forsynes med fjernvarme fra Tranum Kraftvarmeværk, der producerer sin varme med naturgas. Kraftvarmeværket er opført i 1959 med et oliefyr, som dog i dag er sløjfet til fordel for naturgas. I 2010 blev der udført en undersøgelse, der skulle påvise fordele og ulemper ved solvarme.
El
Byen forsynes med elektricitet fra Nyfors, der både basere deres produktion på vedvarende energi og fossile brændstoffer.
Spildevand og affald
Sammen med Bratbjerg udgør Tranum Attrup Renseanlægs nordlige kloakeringsopland. Attrup Renseanlæg drives af det kommunale selskab Jammerbugt Forsyning. Store dele af byen er separatkloakeret, hvilket betyder at regnvand og spildevand separeres. Umiddelbart uden for byen ligger lavteknologisk okkerrensningsanlæg. Her iltes vandet og ledes drænvandet igennem ti serieforbundne bassiner, hvor bundfældningen af okkeren foregår.
Den almindelige dagrenovation udføres fra kommunal side af Jammerbugt Forsyning. Ved Dagli' Brugsen findes recirkuleringscontainere til papir og glas.

## Erhverv og turisme
Erhvervslivet i og omkring Tranum er stærkt repræsenteret af turistbranchen, selvom landbruget også udgør en stor del. Området har ca. 400 sommerhuse i Tranum By (inkl. Krogen), mens der sammenlagt er 460 hotelsengepladser. Primært ved stranden findes der flere feriecentre, mens der ved Ejstrup Strand findes en campingpladsen Tranum Klit Camping. I Tranum By ligger Skovly Camping med 150 pladser.

## Uddannelse
I Tranum er det muligt at gå på byens folkeskole fra 0.-6. klasse, hvorefter eleverne skal fortsætte på Skovsgårdskolen. Den 1. august 2012 blev de to skoler sammenlagt under samme ledelse, men på to forskellige matrikler. Skolens nye navn blev Skovsgård Tranum Skole. I Tranum er der omkring 90 elever jævnt fordelt over skoleklasserne, mens er omkring 50 børn i den sammenhængende børnehavne.
Skolen har desuden et samarbejde med Brovst asylcenter oprettet en speciel børnehave for asylansøgere.